# Jane the Virgin (5.ª temporada)
A quinta e última temporada de Jane the Virgin estreou nos Estados Unidos pela The CW em 27 de março de 2019. A temporada é produzida pela CBS Television Studios, com Jennie Snyder Urman como o showrunner da série. Jane the Virgin foi renovada para uma quinta e última temporada em 2 de abril de 2018.
A quinta temporada é protagonizada por Gina Rodriguez como Jane Villanueva, Andrea Navedo como mãe de Jane, Xiomara De La Vega, Ivonne Coll como a avó de Jane, Alba Villanueva, e Jaime Camil como o pai de Jane, Rogelio De La Vega, com Justin Baldoni como amante e pai do bebê de Jane, Rafael Solano, Brett Dier como marido supostamente morto de Jane, Michael Cordero e Yael Grobglas como ex-esposa de Rafael e mãe de seus bebês, Petra Solano e Elias Janssen como o filho de Jane, Mateo Solano Villanueva.

## Elenco e personagens

### Principal
- Gina Rodriguez como Jane Villanueva
- Andrea Navedo como Xiomara De La Vega
- Yael Grobglas como Petra Solano
- Justin Baldoni como Rafael Solano
- Ivonne Coll como Alba Villanueva
- Elias Janssen as Mateo Solano Villanueva
- Brett Dier como Michael Cordero/Jason
- Jaime Camil como Rogelio De La Vega
- Anthony Mendez como o narrador do Amante Latino / Adulto Mateo Solano Villanueva (voz sobre)

### Recorrente
- Brooke Shields como River Fields
- Rosario Dawson como Jane Ramos
- Yara Martinez como Luisa Alver
- Bridget Regan como Rose Solano
- Mia e Ella Allan como Anna e Elsa Solano
- Alfonso DiLuca como Jorge Garcia
- Christopher Allen como Dennis Chambers
- Tommy Dorfman como Bobby[3]
- Shelly Bhalla como Krishna Dhawan
- Priscilla Barnes como Magda Andel
- Justina Machado como Darci Factor
- Keller Wortham como Esteban Santiago

### Convidado
- Max Bird-Ridnell como Milos Dvoracek
- Molly Hagan como Patricia Cordero
- Melanie Mayron como Marlene Donaldson
- Haley Lu Richardson como Charlie
- Eden Sher como PJ Fields[4]
- Sophia Bush como Julie[5]
- Diane Guerrero como Lina Santillan
- Ludo Lefebvre como Ele mesmo
- Rita Moreno como Liliana De La Vega

## Episódios
| N.º | Título | Dirigido por           | Escrito por       | Exibição original                    | Audiência (milhões) |      |
| --- | ------ | ---------------------- | ----------------- | ------------------------------------ | ------------------- | ---- |
| 82  | 1      | "Chapter Eighty-Two"   | Gina Rodriguez    | Jennie Snyder Urman                  | 27 de março de 2019 | 0.79 |
| 83  | 2      | "Chapter Eighty-Three" | Gina Lamar        | Chantelle M. Wells & Katie Wech      | 3 de abril de 2019  | 0.61 |
| 84  | 3      | "Chapter Eighty-Four"  | Brad Silberling   | Valentina L. Garza & Deidre Shaw     | 10 de abril de 2019 | 0.61 |
| 85  | 4      | "Chapter Eighty-Five"  | Melanie Mayron    | Carolina Rivera & Liz Sczudlo        | 17 de abril de 2019 | 0.69 |
| 86  | 5      | "Chapter Eighty-Six"   | Gina Lamar        | Joni Lefkowitz & Madeline Hendricks  | 24 de abril de 2019 | 0.58 |
| 87  | 6      | "Chapter Eighty-Seven" | Eric Lea          | Rafael Agustín                       | 1 de maio de 2019   | 0.59 |
| 88  | 7      | "Chapter Eighty-Eight" | Stuart Gillard    | Deirdre Shaw                         | 8 de maio de 2019   | 0.71 |
| 89  | 8      | "Chapter Eighty-Nine"  | Zetna Fuentes     | Katie Wech & Valentina L. Garza      | 15 de maio de 2019  | 0.62 |
| 90  | 9      | "Chapter Ninety"       | Gina Rodriguez    | Chantelle M. Wells                   | 22 de maio de 2019  | 0.48 |
| 91  | 10     | "Chapter Ninety-One"   | Gina Lamar        | Joni Lefkowitz                       | 29 de maio de 2019  | 0.56 |
| 92  | 11     | "Chapter Ninety-Two"   | Leo Zisman        | Liz Sczudlo                          | 5 de junho de 2019  | 0.57 |
| 93  | 12     | "Chapter Ninety-Three" | Melanie Mayron    | Carolina Rivera & Madeline Hendricks | 12 de junho de 2019 | 0.63 |
| 94  | 13     | "Chapter Ninety-Four"  | Fernando Sariñana | Valentina L. Garza & Deidre Shaw     | 19 de junho de 2019 | 0.63 |
| 95  | 14     | "Chapter Ninety-Five"  | Neema Barnette    | Liz Sczudlo & Madeline Hendricks     | 26 de junho de 2019 | 0.68 |
| 96  | 15     | "Chapter Ninety-Six"   | Viet Nguyen       | Ben O'Hara                           | 10 de julho de 2019 | 0.67 |
| 97  | 16     | "Chapter Ninety-Seven" | Melanie Mayron    | Deidre Shaw & Chantelle M. Wells     | 17 de julho de 2019 | 0.60 |
| 98  | 17     | "Chapter Ninety-Eight" | Zetna Fuentes     | Gina Lamar                           | 24 de julho de 2019 | 0.53 |
| 99  | 18     | "Chapter Ninety-Nine"  | ASA               | ASA                                  | 31 de julho de 2019 | 0.64 |
| 100 | 19     | "Chapter One Hundred"  | Brad Silberling   | Jennie Snyder Urman                  | 31 de julho de 2019 | 0.65 |

## Recepção

### Audiência
| №  | Título                 | Exibição original   | Rating/share (18–49) | Audiência (em milhões) | DVR (18–49) | Audiência em DVR (milhões) | Total (18–49) | Audiência total (em milhões) |
| -- | ---------------------- | ------------------- | -------------------- | ---------------------- | ----------- | -------------------------- | ------------- | ---------------------------- |
| 1  | "Chapter Eighty-Two"   | 27 de março de 2019 | 0.3/2                | 0.79                   | 0.4         | 0.7                        | 0.77          | 1.56                         |
| 2  | "Chapter Eighty-Three" | 3 de abril de 2019  | 0.2/1                | 0.61                   | 0.3         | 0.61                       | 0.5           | 1.22                         |
| 3  | "Chapter Eighty-Four"  | 10 de abril de 2019 | 0.2/1                | 0.61                   | 0.4         | 0.82                       | 0.63          | 1.43                         |
| 4  | "Chapter Eighty-Five"  | 17 de abril de 2019 | 0.2/2                | 0.69                   | 0.4         | 0.69                       | 0.6           | 1.38                         |
| 5  | "Chapter Eighty-Six"   | 24 de abril de 2019 | 0.2/1                | 0.58                   | 0.4         | 0.75                       | 0.6           | 1.34                         |
| 6  | "Chapter Eighty-Seven" | 1 de maio de 2019   | 0.2/1                | 0.59                   | 0.4         | 0.71                       | 0.6           | 1.32                         |
| 7  | "Chapter Eighty-Eight" | 8 de maio de 2019   | 0.3/2                | 0.71                   | 0.3         | 0.60                       | 0.6           | 1.31                         |
| 8  | "Chapter Eighty-Nine"  | 15 de maio de 2019  | 0.2/2                | 0.62                   | 0.4         | 0.75                       | 0.6           | 1.37                         |
| 9  | "Chapter Ninety"       | 22 de maio de 2019  | 0.2/1                | 0.48                   | 0.3         | 0.69                       | 0.5           | 1.22                         |
| 10 | "Chapter Ninety-One"   | 29 de maio de 2019  | 0.2/1                | 0.56                   | 0.4         | 0.70                       | 0.6           | 1.26                         |
| 11 | "Chapter Ninety-Two"   | 5 de junho de 2019  | 0.2/1                | 0.57                   | 0.3         | 0.67                       | 0.5           | 1.24                         |
| 12 | "Chapter Ninety-Three" | 12 de junho de 2019 | 0.2/1                | 0.63                   | 0.3         | 0.63                       | 0.5           | 1.26                         |
| 13 | "Chapter Ninety-Four"  | 19 de junho de 2019 | 0.2/2                | 0.63                   | 0.4         | 0.64                       | 0.6           | 1.27                         |
| 14 | "Chapter Ninety-Five"  | 26 de junho de 2019 | 0.2/1                | 0.68                   | 0.4         | 0.67                       | 0.6           | 1.35                         |
| 15 | "Chapter Ninety-Six"   | 10 de julho de 2019 | 0.2/1                | 0.67                   | 0.3         | 0.55                       | 0.5           | 1.22                         |
| 16 | "Chapter Ninety-Seven" | 17 de julho de 2019 | 0.2/1                | 0.60                   | 0.3         | 0.64                       | 0.5           | 1.24                         |
| 17 | "Chapter Ninety-Eight" | 24 de julho de 2019 | 0.2/1                | 0.53                   | 0.3         | 0.62                       | 0.5           | 1.19                         |
| 18 | "Chapter Ninety-Nine"  | 31 de julho de 2019 | 0.2/1                | 0.64                   | 0.1         | 0.30                       | 0.3           | 0.94                         |
| 19 | "Chapter One Hundred"  | 31 de julho de 2019 | 0.2/1                | 0.65                   | 0.3         | 0.57                       | 0.5           | 1.22                         |